# Bella Khotenashvili
Bella Khotenashvili (en georgiano: ბელა ხოტენაშვილი) (Telavi, 1 de junio de 1988) es una ajedrecista georgiana que ostenta el título de gran maestra de ajedrez.

## Carrera
Ganó el Campeonato Mundial de Ajedrez de la Juventud en la categoría de chicas menores de 16 años en 2004, celebrado en la ciudad de Heraclión (Grecia).
En 2009, ganó el torneo de la Copa Maia Chiburdanidze tras superar a Lela Javakhishvili en el desempate. En 2011, empató en el primer puesto con Nino Batsiashvili en el torneo del Grupo D del 9º Abierto Internacional Khazar en Rasht (Irán). También se impuso en el Campeonato Femenino de Georgia en 2012.
En 2013 y 2014, compitió en las series del Gran Premio Femenino de la FIDE como candidata de la ciudad anfitriona, Tiflis. Ganó la primera etapa, que tuvo lugar en Ginebra (Suiza). Con esta victoria logró su tercera y última norma requerida para el título de Gran Maestro. En diciembre de 2014, ganó el premio a la mejor mujer en la primera edición del Qatar Masters Open.
En 2016, volvió a participar en las series del Gran Premio Femenino de la FIDE. En 2017, ganó por segunda vez el Campeonato Femenino de Georgia.

### Eventos por equipos
Ha jugado para el equipo nacional georgiano en las Olimpiadas Femeninas de Ajedrez desde 2010, el Campeonato Mundial Femenino de Ajedrez por Equipos desde 2011 y el Campeonato Europeo Femenino de Ajedrez por Equipos desde 2009. Ganó dos medallas de oro, por equipos e individual como mejor jugadora en el tablero superior, en el Campeonato Mundial Femenino de Ajedrez por Equipos de 2015 en Chengdu (China). Con el equipo de Georgia ha ganado también la medalla de plata en el Campeonato Europeo Femenino por Equipos de 2009, y el bronce en la Olimpiada Femenina de Ajedrez de 2010 y en el Campeonato Mundial Femenino por Equipos de 2011.